# Ian G. Kidd
Ian Gray Kidd FBA (* 6. März 1922 in Chandernagor, Französisch-Indien; † 20. März 2011 in Dundee) war ein britischer Altphilologe und Philosophiehistoriker.
Kidds Vater, der aus Dundee stammte, war im Jute-Handel tätig und Sekretär der Angus Jute Company in Chandernagore, als Kidd geboren wurde. Kidd wuchs daher teilweise bei seinen Großeltern in Dundee auf, bis seine Eltern 1933 dorthin zurückkehrten. Nach dem Besuch der Dundee High School studierte Kidd von 1940 an Classics an der University of St Andrews, bis er 1942 einberufen wurde, um als Leutnant in Nordafrika und Italien eingesetzt zu werden. Er war unter anderem an der Übersetzung der Alliierten von Sizilien auf das italienische Festland im September 1943 beteiligt. 1944 wurde er in Italien von deutschen Truppen gefangen genommen und den Rest des Krieges in verschiedenen deutschen Lagern gefangen gehalten. Nach seiner Befreiung im April 1945 und der Demobilisierung im September 1945 nahm er seine Studien in St Andrews wieder auf, die er 1947 als Jahrgangsbester abschloss. Im Anschluss setzte er seine Studien von 1947 bis 1949 am The Queen’s College Oxford fort, wo er den Studiengang Greats absolvierte. 1949 wurde Kidd zum assistant lecturer in Gräzistik an der University of St Andrews ernannt, 1965 zum senior lecturer, bis er 1973 einen persönlichen Lehrstuhl als Professor of Ancient Philosophy und 1976 den ordentlichen Lehrstuhl für Gräzistik in Nachfolge von Kenneth Dover erhielt. 1987 wurde er emeritiert. Im akademischen Jahr 1965–1966 war er Visiting Professor in Classics an der University of Texas at Austin und 1971–1972 sowie 1979–1980 Fellow am Institute for Advanced Study in Princeton. 1993 wurde er zum Fellow der British Academy gewählt. Kidd war auch in der akademischen Selbstverwaltung der Universität St Andrews aktiv: er war Provost des St Leonard’s College (1978–1983), Chancellor’s Assessor (1989–1998), und Vice President des University Court (1997–98). Für seine Aktivitäten in diesem Rahmen verlieh ihm seine Universität 2001 ein Ehrendoktorat (honorary D.Litt.).
Kidd heiratete 1949 Sheila Dow, eine Studentin der Wirtschaftswissenschaften, mit der er drei Söhne hatte.
Lebenslanger Gegenstand von Kidds Studien war der griechische Stoiker und Polyhistor Poseidonios von Apameia. Dabei konnte er die Sammlung der Fragmente, die Ludwig Edelstein angelegt, aber noch nicht abgeschlossen hatte, auf Einladung von Harold Cherniss, dem literarischen Nachlassverwalter Edelsteins, vervollständigen und aus dem Nachlass herausgeben. Der Kommentar zu den Testimonien und Fragmenten und die Übersetzung der Fragmente sind ganz und gar Kidds Werk, das als epochemachend gilt. Daneben hatte Kidd zeitlebens ein Interesse an Platon und Plutarch. Beiträge lieferte er auch zum Theophrast-Projekt von William W. Fortenbaugh und zum Begründer der Stoa, Zenon von Kition.

## Schriften (Auswahl)
- Posidonius, volume 1: The Fragments. Edited by Ludwig Edelstein and Ian Gray Kidd (= Cambridge Classical Texts and Commentaries, 13). Cambridge University, Cambridge 1972, revised edition 1989.
- Posidonius, volume 2: The Commentary. (i) Testimonia and Fragments 1–149; (ii) Fragments 150–293 (= Cambridge Classical Texts and Commentaries, 14 A and B). Cambridge University, Cambridge 1988.
- Posidonius, volume 3: The Translation of the Fragments (= Cambridge Classical Texts and Commentaries, 36). Cambridge University, Cambridge 1999.
- (Hrsg.), Robin Waterfield (Übers.): Plutarch, Essays. Translated by Robin Waterfield, introduced and annotated by Ian Kidd. Penguin Books, London 1992.

Artikel
- The relation of Stoic intermediates to the summum bonum, with reference to change in the Stoa, in: Classical Quarterly 49, 1955, Ss. 181–94, nachgedruckt in: Anthony A. Long (Hrsg.), Problems in Stoicism. London 1971, Ss. 150–72.
- Socratic Questions, in: Socratic Questions. Edited by B. S. Gower and M. C. Stokes. London 1992, Ss. 82–92.
- Theophrastus’ Meteorology, Aristotle and Posidonius, in: William W. Fortenbaugh, Dimitri Gutas (Hrsg.), Theophrastus, his Psychological, Doxographical and Scientific Writings. New Brunswick, NJ, 1992, Ss. 294–306.
- Some philosophical demons, in: Bulletin of the Institute of Classical Studies 40, 1995, Ss. 217–24.
- Theophrastus Fr. 184FHS&G: some thoughts on his arguments, in: Keimpe Algra, David T. Runia (Hrsg.), Polyhistor (Leiden, 1996), Ss. 135–44.
- Plutarch and his Stoic contradictions, in: Walter Burkert et al. (Hrsg.), Fragmentsammlungen philosophischer Texte der Antike. Göttingen 1998, Ss. 288–302.
- Zeno’s oral teaching and the stimulating uncertainty of his doctrines, in: Theodore Scaltsas, A. S. Mason (Hrsg.), The Philosophy of Zeno. Larnaca 2002, Ss. 351–65